# Amalienstraße 71 (München)

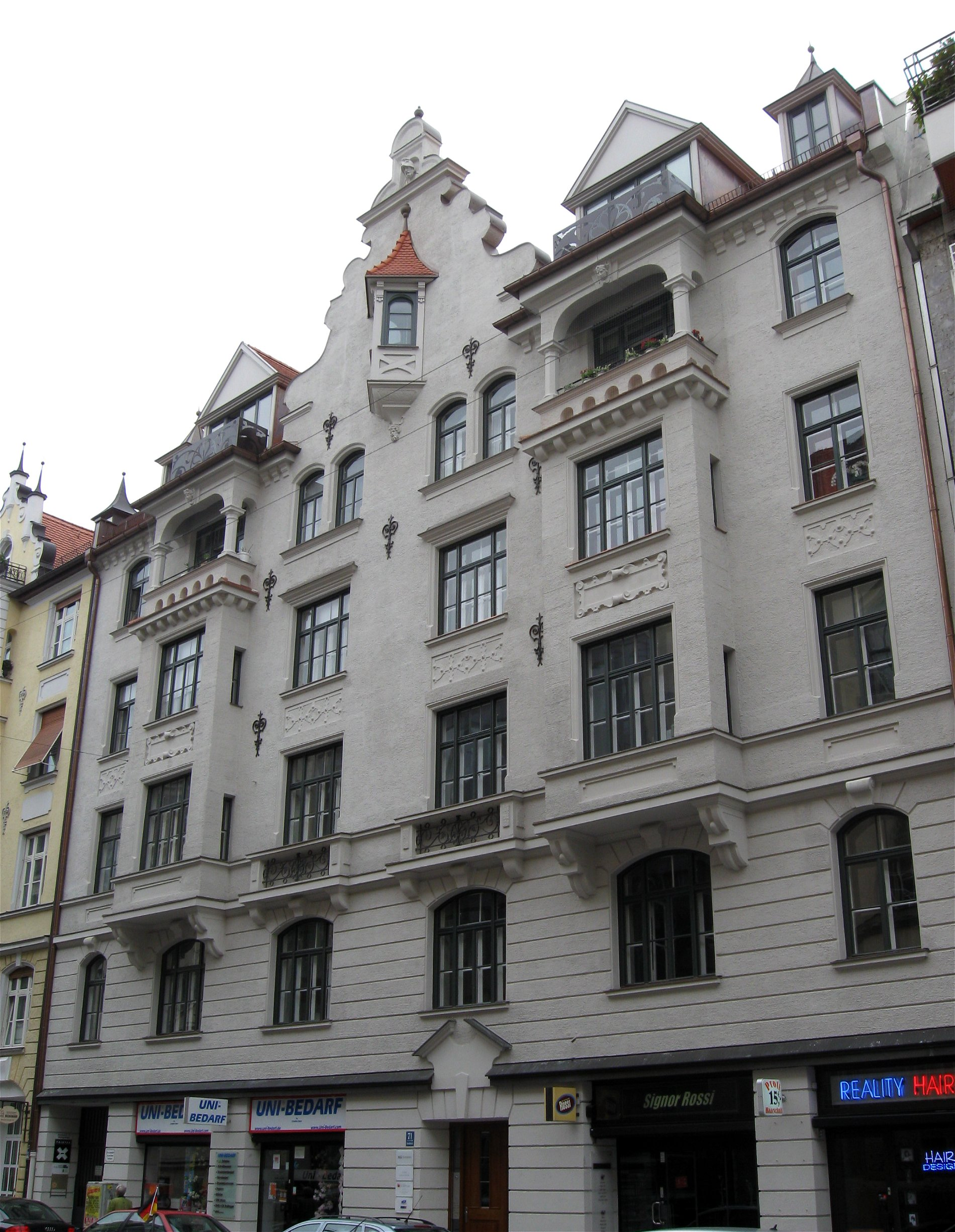
Haus Amalienstraße 71 in München

Das Gebäude Amalienstraße  71 im Stadtteil Maxvorstadt der bayerischen Landeshauptstadt München ist ein geschütztes Baudenkmal.
Der fünfgeschossige Bau wurde von Ludwig Seemüller in den Jahren 1899 bis 1901 errichtet. Das im Stil der Neorenaissance erbaute Wohnhaus ist reich gegliedert mit Doppelerkern. Die rückwärtige Bebauung bildet eine Baugruppe mit dem Haus Amalienstraße 69.